# 竹内新平
竹内 新平（たけうち しんぺい、1894年5月7日 - 1945年4月1日）は、大正・昭和期の大蔵官僚。
静岡県相良町（現牧之原市）出身。東京帝国大学法学部独法科卒業後、大蔵省に入省し、主税局勤務を振り出しに長野税務署長、高崎税務署長、大阪北税務署長などを歴任。阿波丸事件で遭難死した。

## 経歴
- 1929年 大阪税務監督局経理部長。
- 1931年 東京税務監督局間税部長。
- 1934年 英仏駐在財務官（理財局勤務）としてロンドン駐在。
- 1936年 帰朝。銀行検査官兼大蔵事務官。
- 1937年 主税局経理課長兼特別調査課長。
- 1939年 興亜院華北連絡部経済第一局長。
- 1940年 大蔵省理財局長。
- 1942年 対満事務局次長、大東亜省総務局長。
- 1944年 大東亜次官。
- 1945年 南方諸国歴訪の帰途、阿波丸事件にて遭難死。

## 栄典
- 1940年（昭和15年）8月15日 - 紀元二千六百年祝典記念章[1]

## 文献
- 山本吾朗『楽山随想　竹内新平先生伝』昭和61年、相良史蹟調査会。